# مسجد كيشام
مسجد كيشام (بالإنجليزية: Chesham Mosque)‏ هو مسجد في كيشام، باكينجهامشير، إنجلترا. بُني مسجد كيشام بين عامي 2004 و2005، لاستبدال المسجد السابق، الذي كان واقعا في بيتين متحولين إلى الإسلام على طريق بيلينغدون. التكلفة الكلية للبناء كانت 1.6 مليون يورو، جميعها من التبرعات والمجموعات. يحتوي المسجد قاعتي صلاة بسعة كلية قدرها 700 مصلٍ.
صنفت منظمة 'المسلمون في بريطانيا' مسجد كيشام كمسجد صوفي - بريلوي.

## تأريخ المسجد
المسجد الأول في كيشام أسس في 1970، في 1979، إنتقل المسجد إلى بيتين محوّلين في 161 -163 طريق بيلينغدون، لكي يكون أقرب إلى أغلبية عوائل كيشام الإسلامية. السعة القصوى لهذا المسجد كانت 200 مصلٍ. بنهاية التسعينات، وصل عدد السكان المسلمين في كيشام إلى 1500، ما دفعهم ليبحثوا عن موقع لبناء مسجد جديد. جمع التبرعات للمسجد بدأ في رمضان في ديسمبر/كانون الأول 1998. كل تكاليف البناء دفعت من التبرعات التي جُمعت من باب لباب.
عمل البناء الفعلي بدأ في فبراير/شباط 2004، والمسجد افتتح رسميا في أغسطس/آب 2005 
 الكلفة النهائية للبناء كانت 1.6 مليون يورو. بناية المسجذ القديمة تستعمل للإجتماعات.

## وصف المسجد
يتكون المسجد من قاعة صلاة رئيسية للرجال تتسع لـ500 مصلٍ، وقاعة صلاة إضافية للنساء تتسع لـ200 مصلٍ. بالإضافة إلى محلات الوضوء وغرفة دراسة القرآن.